# Isabel Grassot i Sanmarti
Isabel Grassot i Sanmartí (Barcelona, 21 de juny de 1875 - Buenos Aires, ?) fou una soprano catalana.

## Biografia
Fou filla de Leandre Grassot i Feliu (1848-1906) i Dolors Sanmartí i Ferrer (1853-1875) naturals de Barcelona.
Va estudiar piano amb el professor Artur Bruyé del Conservatori del Liceu de Barcelona i després va començar a rebre classes de cant del mestre Joan Goula. Les primeres notícies d'ella en hemeroteques fan referència justament a programes de concert dels alumnes del Conservatori del Liceu, com les del febrer de 1896, el maig de 1897 i l'abril de 1898.
Després de tres anys d'estudi, va marxar el desembre 1900 acompanyada pel seu pare cap a Lisboa, on va debutar com a soprano dramàtica al Teatro San Carlos en els papers d'Elisabetta i de Venus en l'òpera Tannhäuser de Richard Wagner. Havia estat contractada també per cantar Lohengrin de Wagner i Otello de Giuseppe Verdi. Seguiren intervencions reeixides en l'òpera Robert le diable de Giacomo Meyerbeer i La Resurrezione di Lazzaro de l'abat italià Lorenzo Perosi.
Després va ser contractada per l'empresa del Teatro Nuevo de Arriaga, a Bilbao, per cantar Lohengrin, Aida, Otello i La bohème. El Gran Teatre del Liceu de Barcelona, la va contractar per la temporada 1901-1902 i va aparèixer com a contractada també a la 1902-1903, però no hi va actuar en aquesta segona. Grassot va crear el paper de la Comtessa de Foix en l'estrena de l'òpera Els Pirineus del mestre català Felip Pedrell, el 4 de gener de 1902. Pocs dies després, el 13 de gener, el teatre li retia homenatge al mestre Pedrell durant la representació de la seva òpera, dirigida per Joan Goula i amb la participació d'Isabel Grassot.
De Barcelona va marxar Isabel cap a Palma, a la inauguració del Teatre Líric, en una temporada a la qual va obtenir un ressonant èxit cantant les parts de Lohengrin i La bohème. De tornada a Barcelona, va participar el 5 d'abril de 1902 en la representació de l'òpera Tannhaüser al Liceu, al costat d'Avel·lina Carrera, Jaume Bachs, Luigi Rossato i Ramon Blanchart, entre d'altres, sota la direcció de Joan Goula.
Es va casar amb el seu antic professor, Joan Goula el 7 de maig del 1908. Per ell, que ja havia fet els seixanta-cinc anys, era el segon matrimoni. Isabel va continuar treballant, no es va retirar en casar-se com era habitual a l'època. Així, l'any 1910 apareixia el seu nom com a soprano de la temporada de Buenos Aires, en la companyia del seu marit, que comptava amb noms de relleu com ara les mezzosopranos Matilde Blanco i Conxita Supervia, el tenor Francesc Viñas i el baríton Josep Segura.